# Hirakawa (Aomori)
Hirakawa (平川市 Hirakawa-shi?) es una ciudad localizada en la prefectura de Aomori, Japón. En junio de 2019 tenía una población estimada de 30.822 habitantes y una densidad de población de 89,1 personas por km². Su área total es de 346,01 km².

## Historia
La ciudad fue fundada el 1 de enero de 2006.

## Geografía

### Localidades circundantes
- Prefectura de Aomori
  - Aomori
  - Hirosaki
  - Inakadate
  - Kuroishi
  - Ōwani
  - Towada
- Prefectura de Akita
  - Ōdate

## Demografía
Según los datos del censo japonés, esta es la población de Hirakawa en los últimos años.
| 1995   | 2000   | 2005   | 2010   | 2015   |
| ------ | ------ | ------ | ------ | ------ |
| 36.876 | 36.454 | 35.336 | 33.764 | 32.106 |

## Clima
| Parámetros climáticos promedio de Hirakawa | Parámetros climáticos promedio de Hirakawa | Parámetros climáticos promedio de Hirakawa | Parámetros climáticos promedio de Hirakawa | Parámetros climáticos promedio de Hirakawa | Parámetros climáticos promedio de Hirakawa | Parámetros climáticos promedio de Hirakawa | Parámetros climáticos promedio de Hirakawa | Parámetros climáticos promedio de Hirakawa | Parámetros climáticos promedio de Hirakawa | Parámetros climáticos promedio de Hirakawa | Parámetros climáticos promedio de Hirakawa | Parámetros climáticos promedio de Hirakawa | Parámetros climáticos promedio de Hirakawa |
| Mes                                        | Ene.                                       | Feb.                                       | Mar.                                       | Abr.                                       | May.                                       | Jun.                                       | Jul.                                       | Ago.                                       | Sep.                                       | Oct.                                       | Nov.                                       | Dic.                                       | Anual                                      |
| ------------------------------------------ | ------------------------------------------ | ------------------------------------------ | ------------------------------------------ | ------------------------------------------ | ------------------------------------------ | ------------------------------------------ | ------------------------------------------ | ------------------------------------------ | ------------------------------------------ | ------------------------------------------ | ------------------------------------------ | ------------------------------------------ | ------------------------------------------ |
| Temp. máx. media (°C)                      | 0.5                                        | 1.5                                        | 5.6                                        |                                            |                                            |                                            |                                            |                                            |                                            |                                            |                                            |                                            | 0.6                                        |
| Temp. media (°C)                           | -3.0                                       | -2.5                                       | 0.9                                        |                                            |                                            |                                            |                                            |                                            |                                            |                                            |                                            | -                                          | -0.4                                       |
| Temp. mín. media (°C)                      | -6.7                                       | -6.6                                       | -3.5                                       |                                            |                                            |                                            |                                            |                                            |                                            |                                            | -                                          | -                                          | -1.4                                       |
| Temp. mín. abs. (°C)                       | -15.7                                      | -22.2                                      | -15.4                                      | -11.0                                      | -2.7                                       | 1.7                                        | 7.7                                        | 7.7                                        | 1.3                                        | -4.3                                       | -11.0                                      | -18.0                                      | -22.2                                      |
| Fuente: Agencia Meteorológica de Japón     |                                            |                                            |                                            |                                            |                                            |                                            |                                            |                                            |                                            |                                            |                                            |                                            |                                            |

- Máximas temperaturas extremas (diciembre 1976 -) 37.9 °C (10 de agosto de 1999)
- Temperatura mínima extremos (diciembre 1976 -) -15,7 °C (31 de enero de 2011）[5]